# Äynu
Äynu oder Ainu ist eine Turksprache, die zum uigurischen Zweig dieser Sprachgruppe gehört und sehr eng mit dem Uigurischen verwandt ist. Die Sprecher werden von den Uiguren als Abdal bezeichnet.

## Verbreitung
Äynu wird von etwa 7000 Menschen im Uigurischen Autonomen Gebiet Xinjiang der Volksrepublik China gesprochen. Die meisten Sprecher leben im Regierungsbezirk Kaschgar, dort vor allem in den Kreisen Yengisar, Shule und in einigen Dörfern der Stadt Kaschgar sowie im Kreis Yarkant; weitere Äynu-Sprecher gibt es im Regierungsbezirk Hotan in den Kreisen Hotan, Lop und Karakax.

## Status
Die Grammatik des Äynu ist der des Uigurischen sehr ähnlich, das Lexikon besitzt viele persische Lehn- und Fremdwörter. Von manchen Forschern wird Äynu als Dialekt des Uigurischen angesehen. Die These, es sei eigentlich eine iranische Sprache, die stark uigurisch beeinflusst wurde, wird heute nicht mehr vertreten. Die chinesische Regierung rechnet die Äynu zur Nationalität der Uiguren, die Äynu besitzen also nicht den Status einer selbstständigen Minorität.
Äynu wird ausschließlich von erwachsenen Männern gesprochen. Mit Fremden und Frauen verständigt man sich auf Uigurisch. Es handelt sich dabei also gewissermaßen um eine Geheimsprache.

## Lautsystem

### Konsonanten
|               | Labial | Labial | Alveolar | Alveolar | Palatal | Palatal | Velar | Velar | Uvular | Uvular | Glottal | Glottal |
| ------------- | ------ | ------ | -------- | -------- | ------- | ------- | ----- | ----- | ------ | ------ | ------- | ------- |
| Plosive       | p      | b      | t        | d        |         |         | k     | g     | q      |        |         |         |
| Affrikata     |        |        |          |          | ʧ       | ʤ       |       |       |        |        |         |         |
| Frikative     |        | v      | s        | z        | ʃ       |         |       |       | χ      | ʁ      |         | ɦ       |
| Nasale        | m      | m      | n        | n        |         |         | ŋ     | ŋ     |        |        |         |         |
| Taps/Flaps    |        |        | r        | r        |         |         |       |       |        |        |         |         |
| Laterale      |        |        | l        | l        |         |         |       |       |        |        |         |         |
| Approximanten |        |        |          |          | j       | j       |       |       |        |        |         |         |

### Vokale
|                  | vorne    | vorne      | zentral  | zentral    | hinten   | hinten |
| ungerundet       | gerundet | ungerundet | gerundet | ungerundet | gerundet |        |
| geschlossen      | i        |            |          | ʉ          |          | u      |
| fast geschlossen |          |            |          |            |          |        |
| halbgeschlossen  | e        |            |          | ɵ          |          | o      |
| mittel           |          |            |          |            |          |        |
| halboffen        | ɛ        |            |          |            |          |        |
| fast offen       |          |            |          |            |          |        |
| offen            | a        |            |          |            |          |        |